# مقاطعة فنتون (أوهايو)
مقاطعة فنتون (بالإنجليزية: Vinton County)‏ هي إحدى مقاطعات ولاية أوهايو في الولايات المتحدة الأمريكية.